# Girls (Kid Cudi)
Girls è un singolo del cantante statunitense Kid Cudi pubblicato il 2 aprile 2013 come quarto e ultimo estratto dall'album Indicud.
Il brano, che vede la collaborazione del rapper Too Short, è stato scritto da Scott Mescudi, Todd Shaw, Dion Norman, Derrick Ordogne, Michael Monagan, Daniel Brattain, Carl Brown, Albert Cota, Shelly Goodhope, Veronica Mendez, Darrell Mitchell, Chantel Roquemore e Tanesa Tavin e prodotto da Kid Cudi stesso.

## Classifiche
| Classifica (2013) | Posizione massima |
| ----------------- | ----------------- |
| Stati Uniti       | 103               |